# Upper Loch Torridon
Upper Loch Torridon är en vik till Loch Torridon, som är en havsvik av Atlanten i Wester Ross i kommunen Highland i nordvästra Skottland i Storbritannien

Vid vikens inre del ligger orten Torridon,